# Zé do Caroço
Zé do Caroço é uma canção composta e originalmente interpretada por Leci Brandão lançada originalmente em 1978.
É um samba que aborda um personagem real do Morro do Pau da Bandeira, em Vila Isabel. Zé do Caroço foi apontada em 2014 a canção mais regravada da cantora nos últimos anos. Foi gravada pelo Grupo Revelação em seu álbum de estreia, lançado em 2000 e por Seu Jorge em 2005 no álbum Ana & Jorge, tirado de um show em parceria com a cantora Ana Carolina. Fez parte da trilha sonora do filme Tropa de Elite 2: o Inimigo agora É Outro, e em 2017, foi regravada em ritmo de rock pela banda Canto Cego. Em 2019 a canção foi relançada pela dupla eletrônica Jetlag e interpretada pela cantora Anitta.[carece de fontes?]